# Les Résolutions de Bout de Zan
Les Résolutions de Bout de Zan és una pel·lícula muda francesa escrita i dirigida per Louis Feuillade i estrenada el 22 de maig de 1914.
Aquesta pel·lícula forma part de la sèrie Bout de Zan.

## Repartiment
- René Poyen : Bout de Zan